# Katholisches Medienhaus

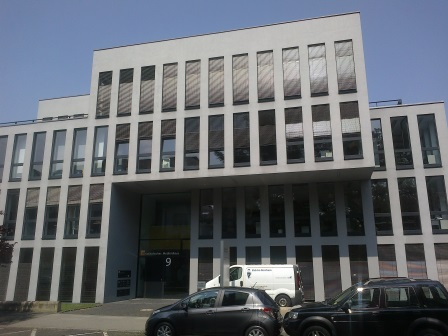
Das Katholische Medienhaus in Bonn

Im Katholischen Medienhaus Deutschland in Bonn vereint der Verband der Diözesen Deutschlands seit 2011 seine bundesweiten Medien zum Zwecke der Kooperation und Vernetzung unter einem Dach. Das 2012 eröffnete Haus in der Heinrich-Brüning-Straße im Ortsteil Gronau (Bundesviertel) ist Sitz der Katholischen Nachrichten-Agentur, von deren Tochter dreipunktdrei mediengesellschaft, der KNA-Promedia-Stiftung, der medienhaus GmbH und der Allgemeinen gemeinnützigen Programmgesellschaft (APG), die u. a. das Internetportal Katholisch.de betreibt. Zu den im dreipunktdrei-Verlag erscheinenden Publikationen zählen Filmdienst und Medienkorrespondenz. Im Katholischen Medienhaus verfügen die KNA und Katholisch.de über jeweils einen eigenen Newsroom.
Als Mieter sind auch die HiSolutions AG, die Katholische Hörfunkarbeit und die IT-Firma Competo vertreten. Das Gebäude war 2004/05 durch den Bonner Immobilienunternehmer Marc Asbeck ursprünglich für den Rheinischen Merkur erbaut worden.

## Journalistische Produkte
Katholisch.de ist das offizielle Portal der katholischen Kirche in Deutschland und richtet sich direkt an (private) Nutzer. Die KNA ist für Medienschaffende ausgerichtet.
Die Fachzeitschrift Medienkorrespondenz und das Kino-Onlineportal filmdienst.de, das bis Ende 2017 als Printprodukt erschien, zählen seit 1953 bzw. 1947 zu den Produkten am deutschen Markt.
Seit Oktober wird die aus dem Rheinischen Merkur hervorgegangene Die-Zeit-Beilage Christ und Welt nicht mehr von der dreipunktdrei mediengesellschaft mbH, sondern von der Die Zeit-Tochter Zeit:CREDO erstellt.

## Rechtliche Struktur
Die meisten Unternehmen im Katholischen Medienhaus sind gesellschaftsrechtlich miteinander verbunden. So ist der Verband der Diözesen Deutschlands mit 100 Prozent an der medienhaus GmbH beteiligt, welche ihrerseits an APG 51 Prozent, an Alpha Entertainment 50 Prozent sowie an KNA ca. 84 Prozent hält. Die KNA wiederum hat mit der dreipunktdrei eine hundertprozentige Tochter.